# Akrar
Akrar é uma povoação das Ilhas Faroés, situada na ilha de Suðuroy, no sul do arquipélago. Localiza-se no lado leste do fiorde Lopransfjørður. 

Foi fundada em 1818, por um habitante da povoação de Sumba. Pouco depois, instalaram-se na povoação mais habitantes. A pessoa mais conhecida nascida na povoação foi o escritor satírico Poul Johannes Midjord (1823-1908). 
Akrar partilha uma escola e uma igreja com a povoação vizinha de Lopra. Situam-se entre as duas povoações. A escola possuía, em 2005, apenas um aluno.

## Ligações externas

Peixe secando ao vento em Akrar